# Shall We Dance? (2004)
Shall We Dance? is een Amerikaanse film uit 2004 met in de hoofdrollen Richard Gere, Jennifer Lopez en Susan Sarandon. Het is een herfilming van de Japanse film Shall We Dansu? uit 1996.

## Verhaal
John Clark (Richard Gere) is een succesvolle advocaat die al twintig jaar hetzelfde doet. Altijd als hij met de tram naar huis gaat, ziet hij een beeldschone vrouw, Paulina (Jennifer Lopez), door het raam van een dansschool naar buiten staren. Hij wil voor een keer met haar dansen, dus hij gaat zich inschrijven in de dansschool. Hij krijgt les van Miss Mitzi (Anita Gillette), de eigenaar van de dansschool.
Zijn vrouw, Beverly Clark (Susan Sarandon) begint te merken dat hij iets uitvoert. Ze huurt een detective in om haar man te bespioneren.

## Rolverdeling
- Richard Gere – John Clark
- Jennifer Lopez – Paulina
- Susan Sarandon – Beverly Clark
- Lisa Ann Walter – Bobbie
- Stanley Tucci – Link Peterson
- Anita Gillette – Miss Mitzi
- Bobby Cannavale – Chic
- Omar Miller – Vern
- Tamara Hope – Jenna Clark
- Stark Sands – Evan Clark
- Richard Jenkins – Devine
- Nick Cannon – Scott
- Karina Smirnoff – Links danspartner
- Mya Harrison – Verns verloofde
- Ja Rule – Hiphopzanger
- Tony Dovolani – Slick Willy
- Cesar Corrales – Danser
- Slavik Kryklyvyy – Paulina's Pro Ballroom (finale)

## Achtergrond

### Soundtrack
1. "Sway" – The Pussycat Dolls
2. "Santa Maria" (Del Buen Ayre) – Gotan Project
3. "Happy Feet" – John Altman
4. "España Cañí" – John Altman
5. "I Wanna (Shall We Dance)" – Gizelle D'Cole
6. "Perfidia" – John Altman
7. "Under the Bridges of Paris" – John Altman
8. "Moon River" – John Altman
9. "Andalucia" – John Altman
10. "The Book of Love" – Peter Gabriel
11. "The L Train" – Gabriel Yared
12. "I Could Have Danced All Night" – Jamie Cullum
13. "Wonderland" – Rachel Fuller
14. "Shall We Dance?" – Gotan Project
15. "Let's Dance" – Mýa

### Ontvangst
Shall We Dance kreeg op Rotten Tomatoes 48% aan goede beoordelingen. Roger Ebert gaf de film 3 van maximaal 4 sterren.
De film bracht in het eerste weekend 11.783.467 miljoen dollar op, waarmee hij op de vierde plaats kwam. De week erop klom de film naar de derde plaats. In totaal kwam de wereldwijde opbrengst uit op 170.128.460 dollar.

## Prijzen en nominaties
In 2005 werd Shall We Dance? genomineerd voor vier prijzen, maar won er geen:
- De Artios voor beste filmcasting – comedy
- De Golden Reel Award voor beste geluidsmontage
- De Golden Satellite Award voor beste originele lied (The Book Of Love)
- De Teen Choice Award voor Choice Movie Dance Scene